# Mänttä

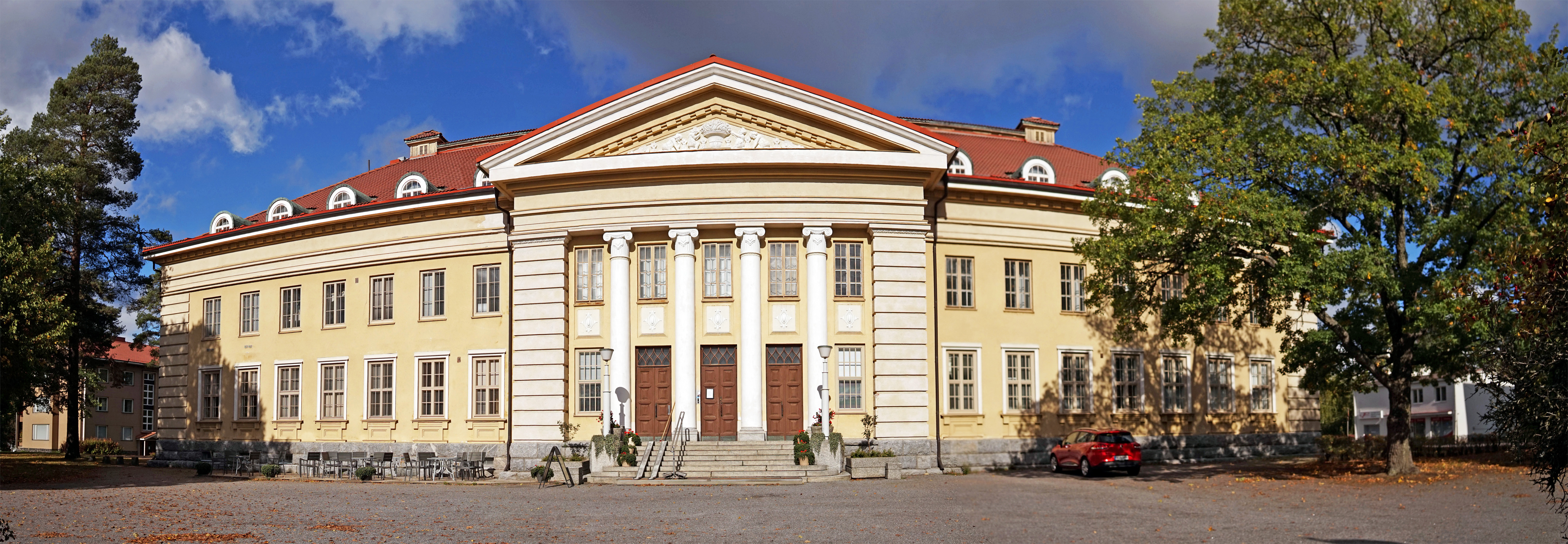
Mänttä

Mänttä là thành phố tự trị của Phần Lan.
Thành phố nằm tại tỉnh Tây Phần Lan và là một phần của vùng Pirkanmaa, có số dân 6.680 (2003) và diện tích 85.84 km² bao gồm 21.61 km² nước. Mật độ dân là 104.0 người trên km².
Mänttä dùng tiếng Phần Lan.